# プロラストムス
プロラストムス (Prorastomus) は新生代始新世中期の約4,900万 - 約4,000万年前の北アフリカ及び西アジアに生息していた、初期の海牛類である。ジュゴン目 - プロラストムス科に属する。

## 分布
化石の発掘地点である北アフリカや西アジアはいずれもテチス海沿岸であり、プロラストムスなど初期の海牛類はこの海の浅瀬に生息していたとされる。

## 特徴
全長約1.5m。やや古い時代のペゾシーレン同様後肢を持つものの、既に海生への適応をしており陸上で歩行する事は無かったとされる。骨格は祖先的な形態を色濃く残しており、耳付近や頸部の骨格には祖先的な有蹄類である「顆節目」に似た形態を持つ。また、現生群や中新世のハリテリウムなどに見られる吻部の下方への湾曲は見られない。頭蓋や小臼歯はゾウ目に似た形態を残しており、ジュゴン目が初期のゾウ目から派生した事をうかがわせる。その一方で、ペゾシーレンに比して高さのある頭骨や膨らみつつある吻端など、海牛類的な特徴を備えつつある。
歯列は48本で、小臼歯の数が他の真獣類より多い。